# تپه سنگرمرد تپه‌سی
تپه سنگرمرد تپه سی در شهرستان زرندیه، بخش خرقان، روستای آجان واقع شده و این اثر در تاریخ ۲۵ اسفند ۱۳۸۰ با شمارهٔ ثبت ۵۶۱۹ به‌عنوان یکی از آثار ملی ایران به ثبت رسیده است.